# Coayllo (distrito)
O Coayllo é um dos dezesseis distritos que formam a Província de Cañete, situada em Departamento de Lima, pertencente a Região de Ancash.

## Transporte
O distrito de Coayllo é servido pela seguinte rodovia:
- LM-124, que liga o distrito deAsia à cidade de Tanta[1][2][3]